# Teatro Re

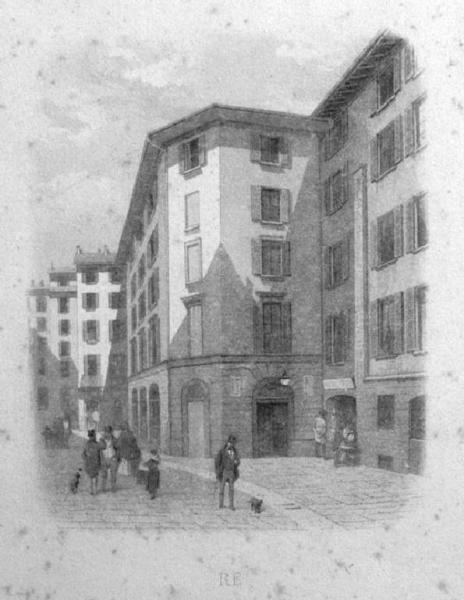
Le Teatro Re, vers 1860

Le Teatro Re était un théâtre à Milan.

## Historique
Le bâtiment a été conçu par l'architecte Luigi Canonica (it) à la demande de Carlo Re à l'emplacement de l'ancienne église de San Salvatore in Xenodochio. L'inauguration a eu lieu le 18 décembre 1813 avec une représentation de Tancredi de Gioachino Rossini.
Devenu la plus célèbre salle de spectacle de la ville, le théâtre a été démoli en 1872 et l'activité artistique s'est déplacée au nouveau Teatro della Commedia, intitulé par la suite Alessandro Manzoni, à la Piazza San Fedele.

## Premières

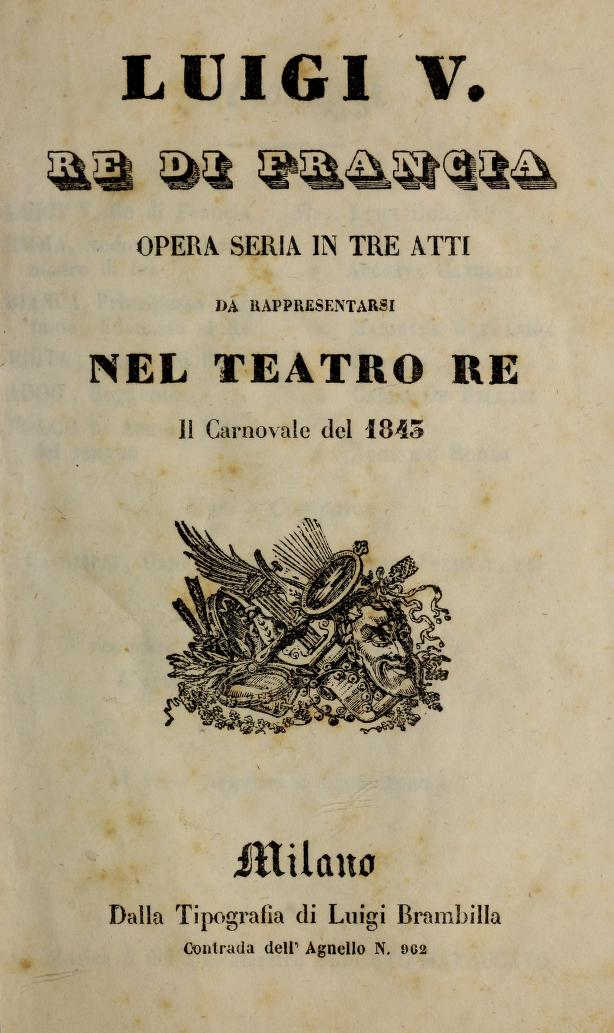
Page titre du livret de l'opéra Luigi V, re di Francia d'Alberto Mazzucato, dont la première a lieu le 25 février 1843 au Teatro Re

Ce théâtre a vu les premières suivantes :
- 1814 : Evellina (it) de Carlo Coccia avec Ester Mombelli
- 1817 : 4 opéras de Giovanni Pacini
  - Il matrimonio per procura,
  - Dalla beffa il disinganno ossia La poetessa,
  - Il carnevale di Milano,
  - Piglia il mondo come viene,
  - Adelaide e Comingio,
- 1820 : La festa di Bussone de Michele Carafa,
- 1841 : I due sergenti d'Alberto Mazzucato,
- 1843 : Luigi V, re di Francia de Mazzucato avec Marietta Gazzaniga,
- 1844 : Il borgomastro di Schiedam de Lauro Rossi,
- 1848 : Il testamento di Figaro d'Antonio Cagnoni,
- 1853 : Claudia de Emanuele Muzio,
- 1867 : première italienne de La Belle Hélène de Jacques Offenbach